# Joaquim Jordà
Pour les articles homonymes, voir Jorda.
Joaquim Jordà, né à Santa Coloma de Farners (province de Gérone) le 9 août 1935 et mort à Barcelone le 24 juin 2006, est un réalisateur et scénariste catalan espagnol. Membre de l'École de Barcelone, il est l'un des grands documentaristes espagnols de ces dernières années.

## Biographie
Fils d'un notaire phalangiste, chef du Movimiento Nacional dans la province de Gérone, lui devient militant communiste lors de ses études de cinéma. Membre de l'École de Barcelone, il en est le principal idéologue. Durant les années 1960 et 1970, il tourne à l'étranger plusieurs films militants aujourd'hui oubliés.
Caimán, édition espagnole des Cahiers du cinéma, inclut deux de ses documentaires parmi les 100 meilleurs films espagnols : Mones com la Becky en 1999 sur la lobotomie, et De nens en 2004 sur une affaire de pédophilie dans le quartier du Raval à Barcelone.
Jordà est également scénariste pour Vicente Aranda, Mario Camus, León Klimovsky, Marc Recha... Il meurt d'un cancer.
En juillet 2006, le Festival international de cinéma de Marseille lui consacre une rétrospective. Cette même année, le Ministère espagnol de la Culture lui décerne à titre posthume le Prix National de Cinéma.

## Filmographie sélective

### Réalisateur
- 1996 : Un cos al bosc, thriller avec Rossy de Palma
- 1999 : Mones com la Becky, documentaire
- 2003 : De nens, documentaire

### Scénariste ou coscénariste
- 1987 : Así como habían sido d'Andrés Linares
- 1987 : El Lute, marche ou crève de Vicente Aranda
- 2000 : Andorra, entre el torb i la Gestapo de Lluís Maria Güell i Guix (ca)
- 2001 : Pau et son frère de Marc Recha
- 2003 : Carmen de Vicente Aranda